# Tris(2-aminoéthyl)amine
La tris(2-aminoéthyl)amine est un composé organique de formule semi-développée N(CH2CH2NH2)3. Ce liquide incolore, soluble dans l'eau et fortement basique, comprend un centre amine tertiaire et trois groupes amine primaire pendants. Appelé plus souvent tren, il est l'archétype d'un ligand tripode d'intérêt en chimie de coordination.
Tren est C3-symétrique,  c'est donc un ligand tétradentate qui forme des complexes stables avec les métaux de transition, en particulier ceux aux états d'oxydation II et III. Les isomères d'un complexe avec tren sont relativement rares, ce qui s'explique par la connectivité contrainte de cette  tétramine. Ainsi, un seul stéréoisomère achiral existe pour [Co(tren) X2]+, où X est un halogénure ou pseudohalogénure.  En revanche, pour [Co(trien)X2]+ cinq diastéréomères sont possibles, dont quatre sont chiraux. Dans quelques cas, tren sert de ligand tridentate avec l'un des groupements amine primaire non coordonnés.

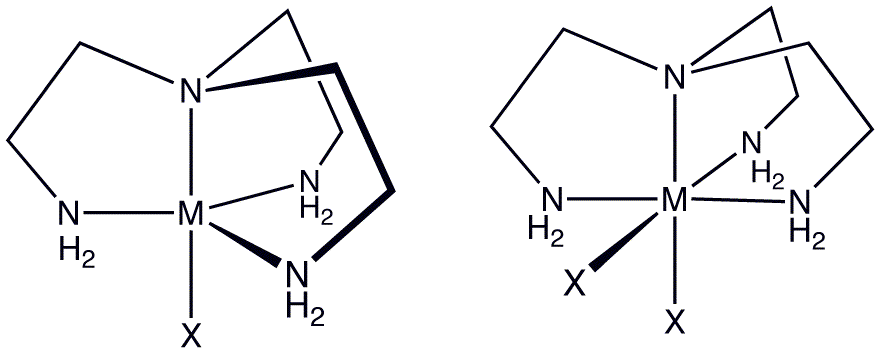
Structures de complexes bipyramidal trigonal et octaédrique de formules M(tren) X (à gauche, de symétrie C3v) et M(tren)X_{2} (à droite, de symétrie Cs).

Tren permet aussi de construire des macrobicycles qui peuvent aussi être utilisé en chimie de coordination. (NH2CH2CH2)3N, comme d'autres polyamines, est corrosive. Tren est aussi une impureté commune dans le plus commun triéthylènetétramine  (trien).

## Ligands tripodes dérivés
Le dérivé perméthylé de tren est également bien connu. De formule N(CH2CH2NMe2)3, "Me6tren " forme de nombreux complexes mais, contrairement à tren, ne stabilise pas les ions  Co(III). Les ligands amino-triphosphines dérivés de tren sont également bien développés, tel N(CH2CH2PPh2)3 (p.f. 101-102 °C). Ce composé est préparé à partir de N(CH2CH2Cl)3. Comme une amine trifonctionnelle, tren forme un triisocyanate lorsqu'il réagit avec le phosgène (COCl2).